# Allgemeine Christliche Apostolische Mission
De Allgemeine Christliche Apostolische Mission (ACAM) was een bijbelgelovig, chiliastisch kerkgenootschap dat in 1863 was voortgekomen uit de Katholiek Apostolische Kerk te Hamburg.

## Geschiedenis

### Ontstaan (1863–1878)
Het grootste gedeelte van de leden van de Katholiek Apostolische Gemeente te Hamburg werd na erkenning van de nieuw geroepen apostel Rossteuscher, geëxcommuniceerd. Hoofdrollen hierbij werden gespeeld door de profeet Heinrich Geyer, die de omstreden roeping uitsprak, en de engel van de gemeente te Hamburg Friedrich Wilhelm Schwartz. Op 27 januari 1863 sprak de 'herder met de apostel' Heinrich W.J. Thiersch in opdracht van apostel Woodhouse de excommunicatie van Geyer en Schwartz uit. Reeds in het voorjaar van 1863 werd in afwezigheid van profeet Geyer door een diaken de Hamburgse priester Carl Wilhelm Louis Preuss tot apostel geroepen, welke roeping later met tegenzin door Geyer bevestigd werd. De gemeente Hamburg ging sindsdien verder als de Allgemeine Christliche Apostolische Mission (ACAM).
Op 25 mei 1863 werd ook Schwartz tot apostel geroepen, met als werkgebied Nederland en een deel van Duitsland. Deze Nederlandse tak van de ACAM werd bekend als de Apostolische Zending, en nam in 1893 de officiële naam Hersteld Apostolische Zendingkerk aan, waaruit zich in 1897 weer de latere Nieuw Apostolische Kerk zou afscheiden. In oktober 1864 volgden nog apostelroepingen bij monde van Geyer voor Hongarije (Peter Wilhelm Louis Stechmann), Hessen (Johann Christoph Leonhard Hohl), Silezië (Johann August Ludwig Bösecke) en de Verenigde Staten (Heinrich Ferdinand Hoppe).

### De scheuring van 1878
In de loop van 1878 braken opnieuw problemen uit. Volgens de nieuw-apostolische lezing van de gebeurtenissen riep Geyer op 31 maart 1878 een zekere Güldner tot apostel, als opvolger van Preuss, terwijl deze nog in leven was. Uit documenten van de ACAM kan echter worden opgemaakt dat Güldner op die datum slechts tot apostel zonder verdere stamaanduiding geroepen was. Nadat op 25 juli Preuss was overleden, volgde bij monde van profeet Geyer pas op 4 augustus 1878 de nadere roeping van Güldner als opvolger van Preuss. Dit leidde tot opstand van enkele oudsten, onder wie Friedrich Krebs, waarop de afwijzing van Geyer en Güldner volgde. Toen beide mannen de kerkzaal verlieten, werden ze door vrijwel de hele gemeente gevolgd. Zij behielden de naam ACAM en kwamen reeds een week later op een ander adres bijeen. Het achtergebleven restant van zo'n 10 à 15 opstandelingen zou het begin vormen van de Nieuw-apostolische kerk in Duitsland.

## Verspreiding
De ACAM kende gemeenten in Hamburg en omgeving, in enige plaatsen in de Harz en in Berlijn.
Verdere groei bleef uit. De ACAM is later nog wel contacten aangegaan met de Schweizerische Diakonieverein.
Na de dood van Heinrich Geyer op 4 oktober 1896 te Hamburg (hij werd 78 jaar oud), werden later nog twee broers in de ACAM geroepen tot apostel. Zij hadden dezelfde achternaam als profeet Geyer, maar waren geen familie. Deze Geyers ontvingen later nog een wijding tot 'wilde bisschoppen' (episcopi vagantes) uit oosters-orthodoxe hoek.